# Cova de La Loja
La Cova de La Loja, és un lloc situat al consell asturià de Peñamellera Baja. Es tracta d'una cova i el seu entorn, a la rodalia del riu Deva i del riu Cares, als afores del poble de El Mazo, i a uns 2 km de Panes capital del consell.
La cova té uns 100 metres dels quals es poden visitar uns 50. Hi ha diverses pintures rupestres del Paleolític. Fou descoberta el 23 d'agost de 1908 per H. Alcalde del Río, H. breuil i L. Mengaud, només quatre meses després de la troballa de pintures a la propera cova de El Pindal. La seva descripció fou publicada el 1911 a "Las cavernas de la región Cantábrica". Totes les pintures són a l'interior i fora només hi ha un possible signe de color vermell a uns 5 km. A la paret, a uns 50 metres de l'entrada i a una altura de 4 metres, es troba un tros pintat en negre (òxid de manganès) i sobre aquesta zona, en blanc, el traçat de sis animals, quatre bòvids (probablement uros, similars als braus però més grans) i un altre animal poc clar i d'impossible identificació certa (es pensa que podria ser un cavall) i a més un signe en forma d'aspa. Aquest art és magdalenià (datat fa uns 15.000 anys).
A l'entorn hi ha l'aula didàctica amb abundós material gràfic i fotogràfic de la mateixa cova i altres properes; a les vitrines hi ha recreacions de peces arqueològiques dels jaciments de l'entorn i publicacions sobre la cova.
L'accés és fàcil: es deixa l'autovia del Cantàbric (A-8) a Unquera (on de fet s'atura per reprendre's a Llanes) i s'agafa la N-634 que porta a Panes. Passant per la carretera la cova està ben assenyalada. L'accés és restringit (35 persones al dia repartits en 6 visites, 4 al matí i dues a la tarda) i difícil el juliol i agost (s'ha de concertar amb temps). El preu és moderat.